# Saint-Jean-de-Bonneval
Saint-Jean-de-Bonneval település Franciaországban, Aube megyében. Lakosainak száma 403 fő (2022. január 1.). Saint-Jean-de-Bonneval Assenay, Lirey, Longeville-sur-Mogne, Roncenay, Villery és Villy-le-Bois községekkel határos.

## Népesség
A település népessége az elmúlt években az alábbi módon változott:
| Lakosok száma | 284  | 329  | 354  | 388  | 351  | 378  | 396  | 404  | 404  | 403  |
|               | 1968 | 1982 | 1990 | 2006 | 2013 | 2015 | 2017 | 2019 | 2020 | 2022 |